# 米軍ハウス
米軍ハウス（べいぐんハウス）とは、第二次世界大戦直後に集中して建設された、配偶者のある進駐軍・在日米軍軍人のための一戸建て住宅の俗称である。
アメリカ人からは《off base house》（基地外住宅）、《dependent house》（扶養家族住宅）などと呼ばれる。

## 概要
基本的には「米軍基地の敷地外にある民間経営の賃貸物件でアメリカ人向けの一軒家」を指し、東京都の横田基地近くの福生市・瑞穂町・昭島市周辺にあるものと、立川基地（敗戦後に一旦接収され、1977年に返還。その一部は昭和記念公園となった）に存在したアメリカンビレッジ、またジョンソン基地周辺にあった集落等がつとに有名。また文献等によっては、基地内のハウジングエリアに建てられた一戸建て住宅を対象に含める場合もあり、その場合は調布飛行場西側（住所としては府中市）の通称「関東村」と呼ばれたエリア（現在の警察大学校）なども含まれる。このほかに板付基地があった大野城市にも建設された。
1970年（昭和45年）頃から米兵が基地内のハウジングエリアに移りはじめるとともに、日本人青年が好んで住むようになり、そこから多くの有名ミュージシャンや小説家、画家等を輩出するという現象が起き、これらのエピソードは俗に『福生幻想』と呼ばれることがある。ただ現在は老朽化のため取り壊されたり、建物が現存する場合でもリフォーム等により内装が一新されていることが多く、建設当時の姿をとどめている建物は数少ない。また米軍ハウスだったことを知らずに居住している住人もいる。
米軍ハウスの正確な定義は難しいが、一般論としては「基地の外部にある民営の賃貸物件で平屋か2階建のもの」で、本国アメリカのいわゆるランブラースタイルを継承し、かつ間取りがアメリカ人向けになっているものを指すことが多い。家の作りが「玄関で靴を脱ぐという習慣がない」ことを前提としているのが特徴で、玄関がなくドアを開けるといきなり居間に入るタイプの家が多い。他にも集合住宅タイプ（Duplex等）が存在するが、これらは民間経営の場合でも、基本的にはビレッジのような一般人が立ち入れない場所に建っていたケースがほとんどなので、この限りではない。
また、米軍基地が存在する沖縄にも、これと似た建物が多数存在するが、これらは地元民によって、単に『外人住宅』と呼ばれ、米軍ハウスと呼ばれることはほとんど無い。

## リンク
- ハウスを守る会